# Val Roseg
La Val Roseg (in lingua romancia Val Rosetj) è una valle di alta montagna, nel cantone svizzero dei Grigioni, che si dirama a sinistra della Val Bernina. Si estende in direzione nord-nord-est per circa 10 chilometri ed è attraversata dal torrente Ova di Roseg.

## Descrizione
Il punto più alto è a 1,5 km dopo il lago di Vadret (Lej da Vadret) ad una altitudine di 2.160 metri, il punto più basso si trova a sud-est ed è la stazione di Pontresina, con un'altitudine di 1.770 metri.
Ad interrompere la valle ci pensano le imponenti cime del Massiccio del Bernina: il Pizzo Bernina, il Piz Roseg e il Piz Scerscen.
Dal massiccio scendono due ghiacciai (fino alla fine dell'Ottocento la colata di ghiaccio era unica), la Vedretta del Roseg e la Vedretta di Tschierva.
Gli escursionisti possono inoltre raggiungere due rifugi: la Chamanna Tschierva (2583 m) e la Chamanna Coaz (2610 m).